# Éliminatoires de la Coupe du monde de football 2018, zone Europe, groupe A
Navigation
Groupe B
Cet article donne les résultats des matches du groupe A de la zone Europe du tour préliminaire de la Coupe du monde de football 2018.
Le Groupe A est composé de 6 équipes nationales européennes dont le vice-champion d'Europe, la France.
Le 1er du groupe est qualifié d'office pour la Coupe du monde 2018, le 2e doit passer par des barrages (s'il se classe parmi les huit premiers 2es).

## Classement
| Rang | Équipe      | Pts | J  | G | N | P | Bp | Bc | Diff |  | Résultats (▼ dom., ► ext.) |     |     |     |     |     |     |
| ---- | ----------- | --- | -- | - | - | - | -- | -- | ---- |  | -------------------------- | --- | --- | --- | --- | --- | --- |
| 1    | France      | 23  | 10 | 7 | 2 | 1 | 18 | 6  | +12  |  | France                     |     | 2-1 | 4-0 | 4-1 | 0-0 | 2-1 |
| 2    | Suède       | 19  | 10 | 6 | 1 | 3 | 26 | 9  | +17  |  | Suède                      | 2-1 |     | 1-1 | 3-0 | 8-0 | 4-0 |
| 3    | Pays-Bas    | 19  | 10 | 6 | 1 | 3 | 21 | 12 | +9   |  | Pays-Bas                   | 0-1 | 2-0 |     | 3-1 | 5-0 | 4-1 |
| 4    | Bulgarie    | 13  | 10 | 4 | 1 | 5 | 14 | 19 | -5   |  | Bulgarie                   | 0-1 | 3-2 | 2-0 |     | 4-3 | 1-0 |
| 5    | Luxembourg  | 6   | 10 | 1 | 3 | 6 | 8  | 26 | -18  |  | Luxembourg                 | 1-3 | 0-1 | 1-3 | 1-1 |     | 1-0 |
| 6    | Biélorussie | 5   | 10 | 1 | 2 | 7 | 6  | 21 | -15  |  | Biélorussie                | 0-0 | 0-4 | 1-3 | 2-1 | 1-1 |     |

- La Biélorussie est éliminée à la suite de sa défaite (0-4) face à la Suède, le 3 septembre 2017.
- Le Luxembourg est éliminé malgré son partage de points (0-0) en France, le 3 septembre 2017.
- La Bulgarie est éliminée le 7 octobre 2017 à la suite de sa défaite (0-1) face à la France conjuguée aux victoires (8-0) et (1-3) de la Suède et des Pays-Bas face au Luxembourg et en Biélorussie.
- Les Pays-Bas sont éliminés en ne battant la Suède que par deux buts d'écart (2-0), leur adversaire termine deuxième du groupe et joue les barrages, le 10 octobre 2017.
- La France termine première du groupe et se qualifie pour la coupe du monde de football de 2018 à la suite de sa victoire (2-1) face à la Biélorussie, le 10 octobre 2017.

## Résultats et calendrier
Le calendrier du groupe A a été publié par l'UEFA le 26 juillet 2015, le jour suivant le tirage au sort à Saint-Pétersbourg (Russie). Horaires en HEC.
| 1re journée            | Biélorussie          | 0 – 0   | France | Borisov Arena, Borisov                          |                                                 |
| 6 septembre 2016 20h45 |                      | (0 – 0) |        | Spectateurs : 12 920 Arbitrage : Ovidiu Haţegan | Spectateurs : 12 920 Arbitrage : Ovidiu Haţegan |
| 6 septembre 2016 20h45 | Rapports : FIFA UEFA |         |        | Spectateurs : 12 920 Arbitrage : Ovidiu Haţegan | Spectateurs : 12 920 Arbitrage : Ovidiu Haţegan |

| 6 septembre 2016 | Bulgarie                                                | 4 – 3   | Luxembourg                      | Stade national Vassil-Levski, Sofia               |                                                   |
| 20h45            | Rangelov 16e · Marcelinho 65e · Popov 79e · Tonev 90+2e | (1 – 0) | 60e 62e Joachim · 90+1e Bohnert | Spectateurs : 4 202 Arbitrage : Gediminas Mažeika | Spectateurs : 4 202 Arbitrage : Gediminas Mažeika |
| 20h45            | Rapports : FIFA UEFA                                    |         |                                 | Spectateurs : 4 202 Arbitrage : Gediminas Mažeika | Spectateurs : 4 202 Arbitrage : Gediminas Mažeika |

| 6 septembre 2016 | Suède                | 1 – 1   | Pays-Bas     | Friends Arena, Solna                            |                                                 |
| 20h45            | Berg 43e             | (1 – 0) | 67e Sneijder | Spectateurs : 36 128 Arbitrage : Daniele Orsato | Spectateurs : 36 128 Arbitrage : Daniele Orsato |
| 20h45            | Rapports : FIFA UEFA |         |              | Spectateurs : 36 128 Arbitrage : Daniele Orsato | Spectateurs : 36 128 Arbitrage : Daniele Orsato |

| 2e journée           | France                                      | 4 – 1   | Bulgarie              | Stade de France, Saint-Denis                |                                             |
| 7 octobre 2016 20h45 | Gameiro 23e 59e · Payet 26e · Griezmann 38e | (3 – 1) | 7e (pen.) Aleksandrov | Spectateurs : 65 475 Arbitrage : Luca Banti | Spectateurs : 65 475 Arbitrage : Luca Banti |
| 7 octobre 2016 20h45 | Rapports : FIFA UEFA                        |         |                       | Spectateurs : 65 475 Arbitrage : Luca Banti | Spectateurs : 65 475 Arbitrage : Luca Banti |

| 7 octobre 2016 | Luxembourg           | 0 – 1   | Suède      | Stade Josy-Barthel, Luxembourg             |                                            |
| 20h45          |                      | (0 – 0) | 58e Lustig | Spectateurs : 5 057 Arbitrage : Ivan Bebek | Spectateurs : 5 057 Arbitrage : Ivan Bebek |
| 20h45          | Rapports : FIFA UEFA |         |            | Spectateurs : 5 057 Arbitrage : Ivan Bebek | Spectateurs : 5 057 Arbitrage : Ivan Bebek |

| 7 octobre 2016 | Pays-Bas                                    | 4 – 1   | Biélorussie | De Kuip, Rotterdam                             |                                                |
| 20h45          | Promes 15e 31e · Klaassen 56e · Janssen 64e | (2 – 0) | 47e Rios    | Spectateurs : 41 200 Arbitrage : Craig Thomson | Spectateurs : 41 200 Arbitrage : Craig Thomson |
| 20h45          | Rapports : FIFA UEFA                        |         |             | Spectateurs : 41 200 Arbitrage : Craig Thomson | Spectateurs : 41 200 Arbitrage : Craig Thomson |

| 3e journée            | Biélorussie          | 1 – 1   | Luxembourg  | Borisov Arena, Borisov                      |                                             |
| 10 octobre 2016 20h45 | Savitskiy 80e        | (0 – 0) | 85e Joachim | Spectateurs : 9 011 Arbitrage : Tobias Welz | Spectateurs : 9 011 Arbitrage : Tobias Welz |
| 10 octobre 2016 20h45 | Rapports : FIFA UEFA |         |             | Spectateurs : 9 011 Arbitrage : Tobias Welz | Spectateurs : 9 011 Arbitrage : Tobias Welz |

| 10 octobre 2016 | Pays-Bas             | 0 – 1   | France    | Amsterdam ArenA, Amsterdam                     |                                                |
| 20h45           |                      | (0 – 1) | 30e Pogba | Spectateurs : 50 220 Arbitrage : Damir Skomina | Spectateurs : 50 220 Arbitrage : Damir Skomina |
| 20h45           | Rapports : FIFA UEFA |         |           | Spectateurs : 50 220 Arbitrage : Damir Skomina | Spectateurs : 50 220 Arbitrage : Damir Skomina |

| 10 octobre 2016 | Suède                                       | 3 – 0   | Bulgarie | Friends Arena, Solna                            |                                                 |
| 20h45           | Toivonen 39e · Hiljemark 45e · Lindelöf 58e | (2 – 0) |          | Spectateurs : 21 777 Arbitrage : Michael Oliver | Spectateurs : 21 777 Arbitrage : Michael Oliver |
| 20h45           | Rapports : FIFA UEFA                        |         |          | Spectateurs : 21 777 Arbitrage : Michael Oliver | Spectateurs : 21 777 Arbitrage : Michael Oliver |

| 4e journée             | France                | 2 – 1   | Suède        | Stade de France, Saint-Denis                   |                                                |
| 11 novembre 2016 20h45 | Pogba 57e · Payet 64e | (0 – 0) | 54e Forsberg | Spectateurs : 78 000 Arbitrage : Milorad Mažić | Spectateurs : 78 000 Arbitrage : Milorad Mažić |
| 11 novembre 2016 20h45 | Rapports : FIFA UEFA  |         |              | Spectateurs : 78 000 Arbitrage : Milorad Mažić | Spectateurs : 78 000 Arbitrage : Milorad Mažić |

| 13 novembre 2016 | Bulgarie             | 1 – 0   | Biélorussie | Stade national Vassil-Levski, Sofia              |                                                  |
| 18h00            | Popov 10e            | (1 – 0) |             | Spectateurs : 1 994 Arbitrage : Stephan Klossner | Spectateurs : 1 994 Arbitrage : Stephan Klossner |
| 18h00            | Rapports : FIFA UEFA |         |             | Spectateurs : 1 994 Arbitrage : Stephan Klossner | Spectateurs : 1 994 Arbitrage : Stephan Klossner |

| 13 novembre 2016 | Luxembourg           | 1 – 3   | Pays-Bas                   | Stade Josy-Barthel, Luxembourg                 |                                                |
| 18h00            | Chanot 44e (pen.)    | (1 – 1) | 36e Robben · 58e 84e Depay | Spectateurs : 8 000 Arbitrage : Anthony Taylor | Spectateurs : 8 000 Arbitrage : Anthony Taylor |
| 18h00            | Rapports : FIFA UEFA |         |                            | Spectateurs : 8 000 Arbitrage : Anthony Taylor | Spectateurs : 8 000 Arbitrage : Anthony Taylor |

| 5e journée         | Suède                                           | 4 – 0   | Biélorussie | Friends Arena, Solna                            |                                                 |
| 25 mars 2017 18h00 | Forsberg 19e (pen.) 49e · Berg 57e · Thelin 78e | (1 – 0) |             | Spectateurs : 31 243 Arbitrage : Harald Lechner | Spectateurs : 31 243 Arbitrage : Harald Lechner |
| 25 mars 2017 18h00 | Rapports : FIFA UEFA                            |         |             | Spectateurs : 31 243 Arbitrage : Harald Lechner | Spectateurs : 31 243 Arbitrage : Harald Lechner |

| 25 mars 2017 | Bulgarie             | 2 – 0   | Pays-Bas | Stade national Vassil-Levski, Sofia            |                                                |
| 20h45        | Delev 5e 20e         | (2 – 0) |          | Spectateurs : 10 900 Arbitrage : Willie Collum | Spectateurs : 10 900 Arbitrage : Willie Collum |
| 20h45        | Rapports : FIFA UEFA |         |          | Spectateurs : 10 900 Arbitrage : Willie Collum | Spectateurs : 10 900 Arbitrage : Willie Collum |

| 25 mars 2017 | Luxembourg           | 1 – 3   | France                                | Stade Josy-Barthel, Luxembourg                   |                                                  |
| 20h45        | Joachim 34e (pen.)   | (1 – 2) | 28e 77e Giroud · 37e (pen.) Griezmann | Spectateurs : 8 000 Arbitrage : Andris Treimanis | Spectateurs : 8 000 Arbitrage : Andris Treimanis |
| 20h45        | Rapports : FIFA UEFA |         |                                       | Spectateurs : 8 000 Arbitrage : Andris Treimanis | Spectateurs : 8 000 Arbitrage : Andris Treimanis |

| 6e journée        | Biélorussie                       | 2 – 1   | Bulgarie         | Borisov Arena, Borisov                    |                                           |
| 9 juin 2017 20h45 | Sivakov 33e (pen.) · Savitski 80e | (1 – 0) | 90+1e Kostadinov | Spectateurs : 6 150 Arbitrage : Matej Jug | Spectateurs : 6 150 Arbitrage : Matej Jug |
| 9 juin 2017 20h45 | Rapports : FIFA UEFA              |         |                  | Spectateurs : 6 150 Arbitrage : Matej Jug | Spectateurs : 6 150 Arbitrage : Matej Jug |

| 9 juin 2017 | Pays-Bas                                                                    | 5 – 0   | Luxembourg | De Kuip, Rotterdam                                  |                                                     |
| 20h45       | Robben 21e · Sneijder 34e · Wijnaldum 62e · Promes 70e · Janssen 84e (pen.) | (2 – 0) |            | Spectateurs : 41 300 Arbitrage : Bartosz Frankowski | Spectateurs : 41 300 Arbitrage : Bartosz Frankowski |
| 20h45       | Rapports : FIFA UEFA                                                        |         |            | Spectateurs : 41 300 Arbitrage : Bartosz Frankowski | Spectateurs : 41 300 Arbitrage : Bartosz Frankowski |

| 9 juin 2017 | Suède                       | 2 – 1   | France     | Friends Arena, Solna                             |                                                  |
| 20h45       | Durmaz 43e · Toivonen 90+3e | (1 – 1) | 37e Giroud | Spectateurs : 48 783 Arbitrage : Martin Atkinson | Spectateurs : 48 783 Arbitrage : Martin Atkinson |
| 20h45       | Rapports : FIFA UEFA        |         |            | Spectateurs : 48 783 Arbitrage : Martin Atkinson | Spectateurs : 48 783 Arbitrage : Martin Atkinson |

| 7e journée         | Bulgarie                                   | 3 – 2   | Suède                 | Stade national Vassil-Levski, Sofia                |                                                    |
| 31 août 2017 20h45 | Manolev 12e · Kostadinov 33e · Chochev 79e | (2 – 2) | 29e Lustig · 44e Berg | Spectateurs : 12 121 Arbitrage : Paolo Tagliavento | Spectateurs : 12 121 Arbitrage : Paolo Tagliavento |
| 31 août 2017 20h45 | Rapports : FIFA UEFA                       |         |                       | Spectateurs : 12 121 Arbitrage : Paolo Tagliavento | Spectateurs : 12 121 Arbitrage : Paolo Tagliavento |

| 31 août 2017 | France                                       | 4 – 0   | Pays-Bas | Stade de France, Saint-Denis                     |                                                  |
| 20h45        | Griezmann 14e · Lemar 73e 88e · Mbappé 90+1e | (1 – 0) |          | Spectateurs : 79 551 Arbitrage : Gianluca Rocchi | Spectateurs : 79 551 Arbitrage : Gianluca Rocchi |
| 20h45        | Rapports : FIFA UEFA                         |         |          | Spectateurs : 79 551 Arbitrage : Gianluca Rocchi | Spectateurs : 79 551 Arbitrage : Gianluca Rocchi |

| 31 août 2017 | Luxembourg           | 1 – 0   | Biélorussie | Stade Josy-Barthel, Luxembourg                 |                                                |
| 20h45        | da Mota 60e          | (0 – 0) |             | Spectateurs : 2 752 Arbitrage : Clayton Pisani | Spectateurs : 2 752 Arbitrage : Clayton Pisani |
| 20h45        | Rapports : FIFA UEFA |         |             | Spectateurs : 2 752 Arbitrage : Clayton Pisani | Spectateurs : 2 752 Arbitrage : Clayton Pisani |

| 8e journée             | Biélorussie          | 0 – 4   | Suède                                               | Borisov Arena, Borisov                         |                                                |
| 3 septembre 2017 18h00 |                      | (0 – 3) | 18e Forsberg · 24e Nyman · 37e Berg · 84e Granqvist | Spectateurs : 6 431 Arbitrage : Tobias Stieler | Spectateurs : 6 431 Arbitrage : Tobias Stieler |
| 3 septembre 2017 18h00 | Rapports : FIFA UEFA |         |                                                     | Spectateurs : 6 431 Arbitrage : Tobias Stieler | Spectateurs : 6 431 Arbitrage : Tobias Stieler |

| 3 septembre 2017 | Pays-Bas                    | 3 – 1   | Bulgarie       | Amsterdam ArenA, Amsterdam                               |                                                          |
| 18h00            | Pröpper 7e 80e · Robben 67e | (1 – 0) | 69e Kostadinov | Spectateurs : 47 079 Arbitrage : Anastasios Sidiropoulos | Spectateurs : 47 079 Arbitrage : Anastasios Sidiropoulos |
| 18h00            | Rapports : FIFA UEFA        |         |                | Spectateurs : 47 079 Arbitrage : Anastasios Sidiropoulos | Spectateurs : 47 079 Arbitrage : Anastasios Sidiropoulos |

| 3 septembre 2017 | France               | 0 – 0   | Luxembourg | Stadium de Toulouse, Toulouse                       |                                                     |
| 20h45            |                      | (0 – 0) |            | Spectateurs : 31 177 Arbitrage : Aleksandar Stavrev | Spectateurs : 31 177 Arbitrage : Aleksandar Stavrev |
| 20h45            | Rapports : FIFA UEFA |         |            | Spectateurs : 31 177 Arbitrage : Aleksandar Stavrev | Spectateurs : 31 177 Arbitrage : Aleksandar Stavrev |

| 9e journée           | Suède                                                                              | 8 – 0   | Luxembourg | Friends Arena, Solna                           |                                                |
| 7 octobre 2017 18h00 | Granqvist 10e (pen.) 67e (pen.) · Berg 18e 37e 54e 71e · Lustig 60e · Toivonen 76e | (3 – 0) |            | Spectateurs : 50 022 Arbitrage : Hüseyin Göçek | Spectateurs : 50 022 Arbitrage : Hüseyin Göçek |
| 7 octobre 2017 18h00 | Rapports : FIFA UEFA                                                               |         |            | Spectateurs : 50 022 Arbitrage : Hüseyin Göçek | Spectateurs : 50 022 Arbitrage : Hüseyin Göçek |

| 7 octobre 2017 | Biélorussie          | 1 – 3   | Pays-Bas                                      | Borisov Arena, Borisov                         |                                                |
| 20h45          | Volodko 55e          | (0 – 1) | 24e Pröpper · 84e (pen.) Robben · 90+3e Depay | Spectateurs : 6 850 Arbitrage : Michael Oliver | Spectateurs : 6 850 Arbitrage : Michael Oliver |
| 20h45          | Rapports : FIFA UEFA |         |                                               | Spectateurs : 6 850 Arbitrage : Michael Oliver | Spectateurs : 6 850 Arbitrage : Michael Oliver |

| 7 octobre 2017 | Bulgarie             | 0 – 1   | France     | Stade national Vassil-Levski, Sofia                  |                                                      |
| 20h45          |                      | (0 – 1) | 3e Matuidi | Spectateurs : 12 921 Arbitrage : Antonio Mateu Lahoz | Spectateurs : 12 921 Arbitrage : Antonio Mateu Lahoz |
| 20h45          | Rapports : FIFA UEFA |         |            | Spectateurs : 12 921 Arbitrage : Antonio Mateu Lahoz | Spectateurs : 12 921 Arbitrage : Antonio Mateu Lahoz |

| 10e journée           | France                     | 2 – 1   | Biélorussie | Stade de France, Saint-Denis                        |                                                     |
| 10 octobre 2017 20h45 | Griezmann 27e · Giroud 33e | (2 – 1) | 44e Saroka  | Spectateurs : 74 037 Arbitrage : Halis Özkahya (en) | Spectateurs : 74 037 Arbitrage : Halis Özkahya (en) |
| 10 octobre 2017 20h45 | Rapports : FIFA UEFA       |         |             | Spectateurs : 74 037 Arbitrage : Halis Özkahya (en) | Spectateurs : 74 037 Arbitrage : Halis Özkahya (en) |

| 10 octobre 2017 | Luxembourg           | 1 – 1   | Bulgarie    | Stade Josy-Barthel, Luxembourg             |                                            |
| 20h45           | Thill 3e             | (1 – 0) | 68e Chochev | Spectateurs : 2 936 Arbitrage : István Vad | Spectateurs : 2 936 Arbitrage : István Vad |
| 20h45           | Rapports : FIFA UEFA |         |             | Spectateurs : 2 936 Arbitrage : István Vad | Spectateurs : 2 936 Arbitrage : István Vad |

| 10 octobre 2017 | Pays-Bas              | 2 – 0   | Suède | Amsterdam ArenA, Amsterdam                      |                                                 |
| 20h45           | Robben 16e (pen.) 40e | (2 – 0) |       | Spectateurs : 41 244 Arbitrage : Sergei Karasev | Spectateurs : 41 244 Arbitrage : Sergei Karasev |
| 20h45           | Rapports : FIFA UEFA  |         |       | Spectateurs : 41 244 Arbitrage : Sergei Karasev | Spectateurs : 41 244 Arbitrage : Sergei Karasev |

## Buteurs
| Position | Joueur              | Pays        | Buts |
| -------- | ------------------- | ----------- | ---- |
| 1        | Marcus Berg         | Suède       | 8    |
| 2        | Arjen Robben        | Pays-Bas    | 6    |
| 3        | Olivier Giroud      | France      | 4    |
| 3        | Antoine Griezmann   | France      | 4    |
| 3        | Aurélien Joachim    | Luxembourg  | 4    |
| 6        | Georgi Kostadinov   | Bulgarie    | 3    |
| 6        | Memphis Depay       | Pays-Bas    | 3    |
| 6        | Quincy Promes       | Pays-Bas    | 3    |
| 6        | Davy Pröpper        | Pays-Bas    | 3    |
| 6        | Emil Forsberg       | Suède       | 3    |
| 6        | Andreas Granqvist   | Suède       | 3    |
| 6        | Mikael Lustig       | Suède       | 3    |
| 6        | Ola Toivonen        | Suède       | 3    |
| 14       | Pavel Savitski      | Biélorussie | 2    |
| 14       | Ivaylo Chochev      | Bulgarie    | 2    |
| 14       | Spas Delev          | Bulgarie    | 2    |
| 14       | Ivelin Popov        | Bulgarie    | 2    |
| 14       | Kevin Gameiro       | France      | 2    |
| 14       | Thomas Lemar        | France      | 2    |
| 14       | Dimitri Payet       | France      | 2    |
| 14       | Paul Pogba          | France      | 2    |
| 14       | Vincent Janssen     | Pays-Bas    | 2    |
| 14       | Wesley Sneijder     | Pays-Bas    | 2    |
| 24       | Alexeï Rios         | Biélorussie | 1    |
| 24       | Anton Saroka        | Biélorussie | 1    |
| 24       | Mikhail Sivakov     | Biélorussie | 1    |
| 24       | Maksim Volodko      | Biélorussie | 1    |
| 24       | Mihail Aleksandrov  | Bulgarie    | 1    |
| 24       | Stanislav Manolev   | Bulgarie    | 1    |
| 24       | Marcelinho          | Bulgarie    | 1    |
| 24       | Dimitar Rangelov    | Bulgarie    | 1    |
| 24       | Aleksandar Tonev    | Bulgarie    | 1    |
| 24       | Blaise Matuidi      | France      | 1    |
| 24       | Kylian Mbappé       | France      | 1    |
| 24       | Florian Bohnert     | Luxembourg  | 1    |
| 24       | Maxime Chanot       | Luxembourg  | 1    |
| 24       | Daniel da Mota      | Luxembourg  | 1    |
| 24       | Olivier Thill       | Luxembourg  | 1    |
| 24       | Davy Klaassen       | Pays-Bas    | 1    |
| 24       | Georginio Wijnaldum | Pays-Bas    | 1    |
| 24       | Jimmy Durmaz        | Suède       | 1    |
| 24       | Oscar Hiljemark     | Suède       | 1    |
| 24       | Victor Lindelöf     | Suède       | 1    |
| 24       | Isaac Kiese Thelin  | Suède       | 1    |
| 24       | Christoffer Nyman   | Suède       | 1    |